# امرابطيوان (أهل الواد)
امرابطيوان هو دُوَّار يقع بجماعة اخلالفة، إقليم تاونات، جهة فاس مكناس في المملكة المغربية. ينتمي الدوّار لمشيخة أهل الواد التي تضم 7 دواوير. يقدر عدد سكانه بـ 1669 نسمة حسب الإحصاء الرسمي للسكان والسكنى لسنة 2004.

## روابط خارجية
- البوابة الوطنية للجماعات الترابية
- المندوبية السامية للتخطيط